# 立园
立园，位于中国广东省江门市开平市塘口镇北义村，由當地旅美華僑謝維立於1926年建立的私家園林，並於1936年完工，為中西合併的風格，頗具特色。於1983年3月23日列為第一批开平市文物保護單位，类型为近现代重要史迹及代表性建筑；2002年被評為中國國家AAAA級旅遊區，並入選「江門僑鄉新八景」。2019年4月升級為廣東省文物保護單位。

## 建築特色
立园的历史年代为三十年代。整體坐西朝東，以中國風格為基調，並融合了西方風格，呈現中西合璧的建築與園林。共分為三部分：別墅區、大花園區和小花園區。三區以人工河流或圍牆隔開，並又以亭橋、迴廊連接，呈現園中有園、景中有景的巧妙設計。

### 別墅區
有別墅6棟、碉樓1棟。分別為泮文樓、泮立樓、炯廬、明廬、穩廬和晃廬，碉樓為樂天樓。

#### 泮立樓
建於1931年，為三層半高的建築，以謝維立與其父謝聖泮二人名字命名。此棟建築是謝維立與其四位夫人共同居住的地方。有中國式的琉璃瓦屋頂，但外牆又有融合愛奧尼柱式和科林斯柱式的西式柱子以及西式的灰泥裝飾。內部空間亦是中西合璧，除了有中式家具和裝飾之外，還有西式壁爐和餐具，和當時難得的西式衛生設備，顯示了主人華僑身分的背景。與其他開平碉樓一樣，也十分注重防盜性，有三層門、四層窗戶，分別是玻璃、鐵、紗、銅板。

#### 泮文樓
亦為三層半高的建築，是謝維立的哥哥謝維文及其家眷居住之地。是以居住者及其父親名字各取一字命名。整體結構和泮立樓相似，都有中國式屋頂、西式柱子，內部亦是中西合併，有中式家具、西式壁爐和衛生設備，同樣有防衛性高的門窗設計。

#### 炯廬
建於1932年，為二層高建築，是謝維立叔父謝聖炯的別墅，類似台灣的三峽老街設計，以模仿巴洛克式的牌樓作為立面設計，二樓有突出的陽台。但同樣具防衛性，門窗皆不只一層。

#### 明廬
樓高二層半，是謝維立叔父謝聖燦之子謝維明的別墅。其門樓上的「明廬」二字之題名，是由清代最後一個榜眼朱汝珍所題。整體建築風格與炯廬類似。

#### 穩廬
樓高二層半，是謝維立叔父謝聖相之子謝維穩的別墅。整體建築風格與炯廬類似。

#### 晃廬
樓高二層半，是謝聖相另一兒子謝維晃的別墅。整體建築風格與炯廬類似。

#### 樂天樓
建於1926年，5層樓高，以水泥建成。特色為牆壁很厚，約為30釐米；窗戶小，以鋼板製成，並裝上鐵窗；布滿槍眼。內部除了有防衛的器具設備外，亦有烹飪、飲食、衛生設備，是為防止盜匪攻擊入侵，防禦之用的避難所。

### 大花園區
位於別墅區西方，以「立園牌坊」和「本立道生牌坊」為軸心。

#### 鳥巢
以鋼筋混凝土建成的通透建築，被稱為「鳥巢」，有仿羅馬式的圓頂，中段採用中國民間藝術剪紙通花圖案，做成水泥通花窗。

#### 花藤亭
是鋼筋混凝土建造的巨大花架建築，外觀看來近似西方的溫室建築。

#### 毓培別墅

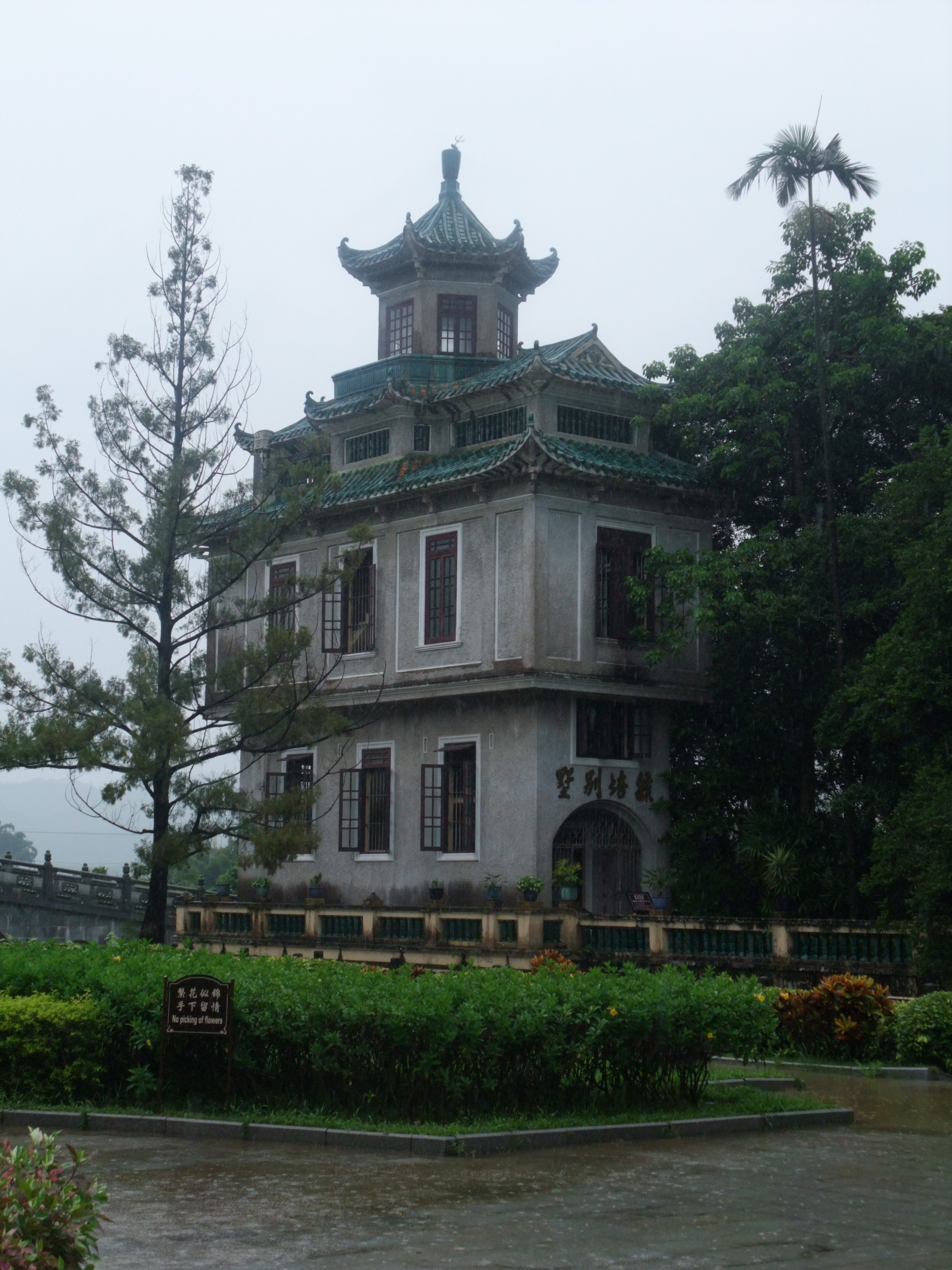
此為毓培別墅，位於廣東開平立園的大花園區中，是謝維立四位妻子所共用的房子。

位於大花園的西南角，以謝維英的乳名命名，有中國式的塔樓屋頂，結構特殊，有四層半高，每一層的內部風格完全不同，由下往上分別是中國風格、日本和風、仿義大利、仿羅馬式，分別給其四位妻子使用。

### 小花園區
位於大花園區和別墅區以南，花園間以人工河相隔，與別墅區則以虹橋相連。小花園內是以中國風格的亭閣建築為基本配置，有挹翠亭、長春亭、共樂亭，還有五層小白塔。

## 軼事
朱千華的著作《雨打芭蕉落閑庭嶺南畫舫錄》中紀載了立園以及民國時期發生於此的愛情故事。
TVB電視台台慶連續劇《公公出宮》在此拍攝。